# Asociación Cruceña de Fútbol
La Asociación Cruceña de Fútbol (Associazione calcistica di Santa Cruz de la Sierra, abbreviato in ACF) è una federazione boliviana di calcio. Affiliata alla Federación Boliviana de Fútbol, sovrintende all'organizzazione del campionato dipartimentale di Santa Cruz.

## Storia
Fu fondata il 17 agosto 1917, divenendo così la 3ª federazione dipartimentale boliviana. Nel 1967 il Blooming fu la prima società della ACF a partecipare a una edizione del Torneo Nacional. Nel 1977 tre formazioni di Santa Cruz parteciparono alla prima edizione del campionato professionistico: Blooming, Guabirá e Real Santa Cruz. La massima serie di Santa Cruz de la Sierra è denominata Primera "A".

## Albo d'oro Primera "A"
Dal 1992
| Anno | Campione               |
| ---- | ---------------------- |
| 1992 | Guabirá                |
| 1993 | Real Santa Cruz        |
| 1994 | Deportivo Cooper       |
| 1995 | Universidad Santa Cruz |
| 1996 | Blooming               |
| 1997 | Municipal Braniff      |
| 1998 | Libertad               |
| 1999 | Municipal Braniff      |
| 2000 | Deportivo Cooper       |
| 2001 | Universidad            |
| 2002 | Libertad               |
| 2003 | Destroyers             |
| 2004 | Universidad            |
| 2005 | Guabirá                |
| 2006 | Universidad            |
| 2007 | Real Santa Cruz        |
| 2008 | Universidad            |
| 2009 | Guabirá                |
| 2010 | Real América           |